# Paliya Kalan
Paliya Kalan (conocida también como Palia Kalan) es una ciudad y municipio situado en el distrito de Lakhimpur Kheri en el estado de Uttar Pradesh (India). Su población es de 41126 habitantes (2011). En las proximidades de la ciudad se encuentra el Parque nacional de Dudhwa.

## Demografía
Según el censo de 2011 la población de Paliya Kalan era de 41126 habitantes, de los cuales 21602 eran hombres y 19524 eran mujeres. Paliya Kalan tiene una tasa media de alfabetización del 65,84%, inferior a la media estatal del 67,68%: la alfabetización masculina es del 71,46%, y la alfabetización femenina del 59,61%.